# Jerry Lucas
Jerry Ray Lucas, född 30 mars 1940 i Middletown i Butler County, Ohio, är en amerikansk före detta basketspelare.
Lucas blev olympisk mästare i basket vid sommarspelen 1960 i Rom.